# Amos (Quebec)
Amos es una ciudad de la provincia de Quebec, Canadá. Está ubicada en el municipio regional de condado de Abitibi y a su vez, en la región administrativa de Abitibi-Témiscamingue. Hace parte de las circunscripciones electorales de Abitibi-Ouest a nivel provincial y de Abitibi-Temiscamingue a nivel federal.

## Geografía
Amos se encuentra ubicada en las coordenadas 48°34′00″N 78°07′00″O / 48.56667, -78.11667, a orillas del río Harricana. Según Statistics Canada, tiene una superficie total de 430.67 km² y es una de las 1135 municipalidades en las que está dividido administrativamente el territorio de la provincia de Quebec.

### Clima
| Parámetros climáticos promedio de Amos (1981-2010) | Parámetros climáticos promedio de Amos (1981-2010) | Parámetros climáticos promedio de Amos (1981-2010) | Parámetros climáticos promedio de Amos (1981-2010) | Parámetros climáticos promedio de Amos (1981-2010) | Parámetros climáticos promedio de Amos (1981-2010) | Parámetros climáticos promedio de Amos (1981-2010) | Parámetros climáticos promedio de Amos (1981-2010) | Parámetros climáticos promedio de Amos (1981-2010) | Parámetros climáticos promedio de Amos (1981-2010) | Parámetros climáticos promedio de Amos (1981-2010) | Parámetros climáticos promedio de Amos (1981-2010) | Parámetros climáticos promedio de Amos (1981-2010) | Parámetros climáticos promedio de Amos (1981-2010) |
| Mes                                                | Ene.                                               | Feb.                                               | Mar.                                               | Abr.                                               | May.                                               | Jun.                                               | Jul.                                               | Ago.                                               | Sep.                                               | Oct.                                               | Nov.                                               | Dic.                                               | Anual                                              |
| -------------------------------------------------- | -------------------------------------------------- | -------------------------------------------------- | -------------------------------------------------- | -------------------------------------------------- | -------------------------------------------------- | -------------------------------------------------- | -------------------------------------------------- | -------------------------------------------------- | -------------------------------------------------- | -------------------------------------------------- | -------------------------------------------------- | -------------------------------------------------- | -------------------------------------------------- |
| Temp. máx. abs. (°C)                               | 8.3                                                | 11.0                                               | 21.7                                               | 29.0                                               | 32.2                                               | 37.2                                               | 37.2                                               | 35.6                                               | 32.8                                               | 26.7                                               | 20.0                                               | 14.5                                               | 37.2                                               |
| Temp. máx. media (°C)                              | −11.7                                              | -9.0                                               | -2.2                                               | 6.4                                                | 15.6                                               | 21.0                                               | 23.1                                               | 21.3                                               | 15.4                                               | 8.0                                                | -0.6                                               | -8.5                                               | 6.6                                                |
| Temp. media (°C)                                   | −17.3                                              | −15.2                                              | -8.2                                               | 0.9                                                | 9.3                                                | 14.7                                               | 17.2                                               | 15.6                                               | 10.5                                               | 4.1                                                | -4.0                                               | -13.2                                              | 1.2                                                |
| Temp. mín. media (°C)                              | −22.8                                              | −21.3                                              | −14.1                                              | -4.6                                               | 3.0                                                | 8.3                                                | 11.2                                               | 9.9                                                | 5.5                                                | 0.2                                                | -7.4                                               | −18.0                                              | -4.2                                               |
| Temp. mín. abs. (°C)                               | −48.9                                              | −52.8                                              | −42.2                                              | −29.4                                              | −16.7                                              | -5.6                                               | -3.9                                               | -1.7                                               | −7.2                                               | −14.4                                              | −33.3                                              | −47.8                                              | −52.8                                              |
| Precipitación total (mm)                           | 55.1                                               | 35.1                                               | 52.7                                               | 62.6                                               | 79.0                                               | 96.9                                               | 112.8                                              | 99.8                                               | 110.7                                              | 84.4                                               | 71.5                                               | 57.9                                               | 918.4                                              |
| Lluvias (mm)                                       | 4.8                                                | 2.2                                                | 14.3                                               | 39.9                                               | 77.7                                               | 96.9                                               | 112.8                                              | 99.8                                               | 110.2                                              | 75.3                                               | 29.6                                               | 7.3                                                | 670.7                                              |
| Nevadas (cm)                                       | 50.6                                               | 33.0                                               | 38.2                                               | 22.8                                               | 1.3                                                | 0.1                                                | 0                                                  | 0                                                  | 0.4                                                | 9.1                                                | 41.8                                               | 51.0                                               | 248.4                                              |
| Días de precipitaciones (≥ 0.2 mm)                 | 11.6                                               | 8.1                                                | 9.4                                                | 10.2                                               | 12.2                                               | 14.1                                               | 14.9                                               | 14.0                                               | 16.7                                               | 15.3                                               | 13.3                                               | 12.5                                               | 152.3                                              |
| Días de lluvias (≥ 0.2 mm)                         | 0.82                                               | 0.75                                               | 3.2                                                | 6.9                                                | 12.0                                               | 14.1                                               | 14.9                                               | 14.0                                               | 16.6                                               | 13.9                                               | 5.3                                                | 1.4                                                | 103.7                                              |
| Días de nevadas (≥ 0.2 cm)                         | 11.0                                               | 7.8                                                | 6.9                                                | 4.2                                                | 0.45                                               | 0.03                                               | 0                                                  | 0                                                  | 0.14                                               | 2.6                                                | 9.4                                                | 11.5                                               | 54.0                                               |
| Horas de sol                                       | 81.3                                               | 121.4                                              | 152.1                                              | 173.3                                              | 212.8                                              | 235.3                                              | 249.4                                              | 215.6                                              | 131.5                                              | 83.7                                               | 52.9                                               | 59.8                                               | 1769.0                                             |
| Fuente: Environment Canada                         |                                                    |                                                    |                                                    |                                                    |                                                    |                                                    |                                                    |                                                    |                                                    |                                                    |                                                    |                                                    |                                                    |

## Demografía
Según el censo de 2011, había 12 671 personas residiendo en esta ciudad con una densidad poblacional de 29.4 hab./km². Los datos del censo mostraron que de las 12 584 personas en 2006, en 2011 el cambio poblacional fue un aumento de 87 habitantes (0.7%). El número total de inmuebles particulares resultó de 5787 con una densidad de 13.44 inmuebles por km². El número total de viviendas particulares que se encontraban ocupadas por residentes habituales fue de 5488.